# Bissong
Bissong  est une localité de la région du Centre au Cameroun, localisée dans la commune d'Afanloum et le département de la Méfou-et-Afamba.

## Population
En 1965 Bissong comptait 213 habitants, principalement des Bamvele.
Lors du recensement de 2005, ce nombre s'élevait à 199.